# هيدجيمون لويس
هيدجيمون لويس (بالإنجليزية: Hedgemon Lewis)‏ مواليد 25 فبراير 1946 في غرينزبورو، ألاباما، الولايات المتحدة، هو ملاكم محترف أمريكي سابق صنّف ضمن فئة وزن الوسط بدأ مسيرته الاحترافية سنة 1966.

## المسيرة الاحترافية
من نزالاته:
- خسر أمام إرني لوبيز بالضربة الفنية القاضية (04-10-1969).

## إحصائيات
خاض خلال مسيرته 62 نزالا، فاز في 53 وتعادل في 2 وخسر في 7.

## روابط خارجية
- هيدجيمون لويس على موقع بوكس ريك (الإنجليزية) (registration required)